# Ectatoderus ceylonicus
Ectatoderus ceylonicus är en insektsart som beskrevs av Lucien Chopard 1928. Ectatoderus ceylonicus ingår i släktet Ectatoderus och familjen Mogoplistidae. Inga underarter finns listade i Catalogue of Life.